# Allospondias
Allospondias är ett släkte av sumakväxter. Allospondias ingår i familjen sumakväxter.
Kladogram enligt Catalogue of Life:
| Allospondias | \| \| Allospondias lakonensis \| \| \| \| \| \| Allospondias laxiflora \| \| \| \| |
|              | \| \| Allospondias lakonensis \| \| \| \| \| \| Allospondias laxiflora \| \| \| \| |
|              | Allospondias lakonensis                                                            |
|              |                                                                                    |
|              | Allospondias laxiflora                                                             |
|              |                                                                                    |